# Karssjön, Småland
Karssjön är en sjö i Älmhults kommun i Småland och ingår i Skräbeåns huvudavrinningsområde. Sjön har en area på 0,0926 kvadratkilometer och ligger 167 meter över havet. Sjön avvattnas av vattendraget Snövlebodaån.

## Delavrinningsområde
Karssjön ingår i det delavrinningsområde (626765-142288) som SMHI kallar för Utloppet av Krampen. Medelhöjden är 169 meter över havet och ytan är 10,21 kvadratkilometer. Det finns inga avrinningsområden uppströms utan avrinningsområdet är högsta punkten. Snövlebodaån som avvattnar avrinningsområdet har biflödesordning 2, vilket innebär att vattnet flödar genom totalt 2 vattendrag innan det når havet efter 63 kilometer. Avrinningsområdet består mestadels av skog (75 procent). Avrinningsområdet har 0,92 kvadratkilometer vattenytor vilket ger det en sjöprocent på 9 procent.